# Olav Christopher Jenssen
Olav Christopher Jenssen (* 2. April 1954 in Sortland in Vesterålen) ist ein norwegischer bildender Künstler und Professor an der Hochschule für Bildende Künste Braunschweig mit dem Fachgebiet Malerei.

## Leben

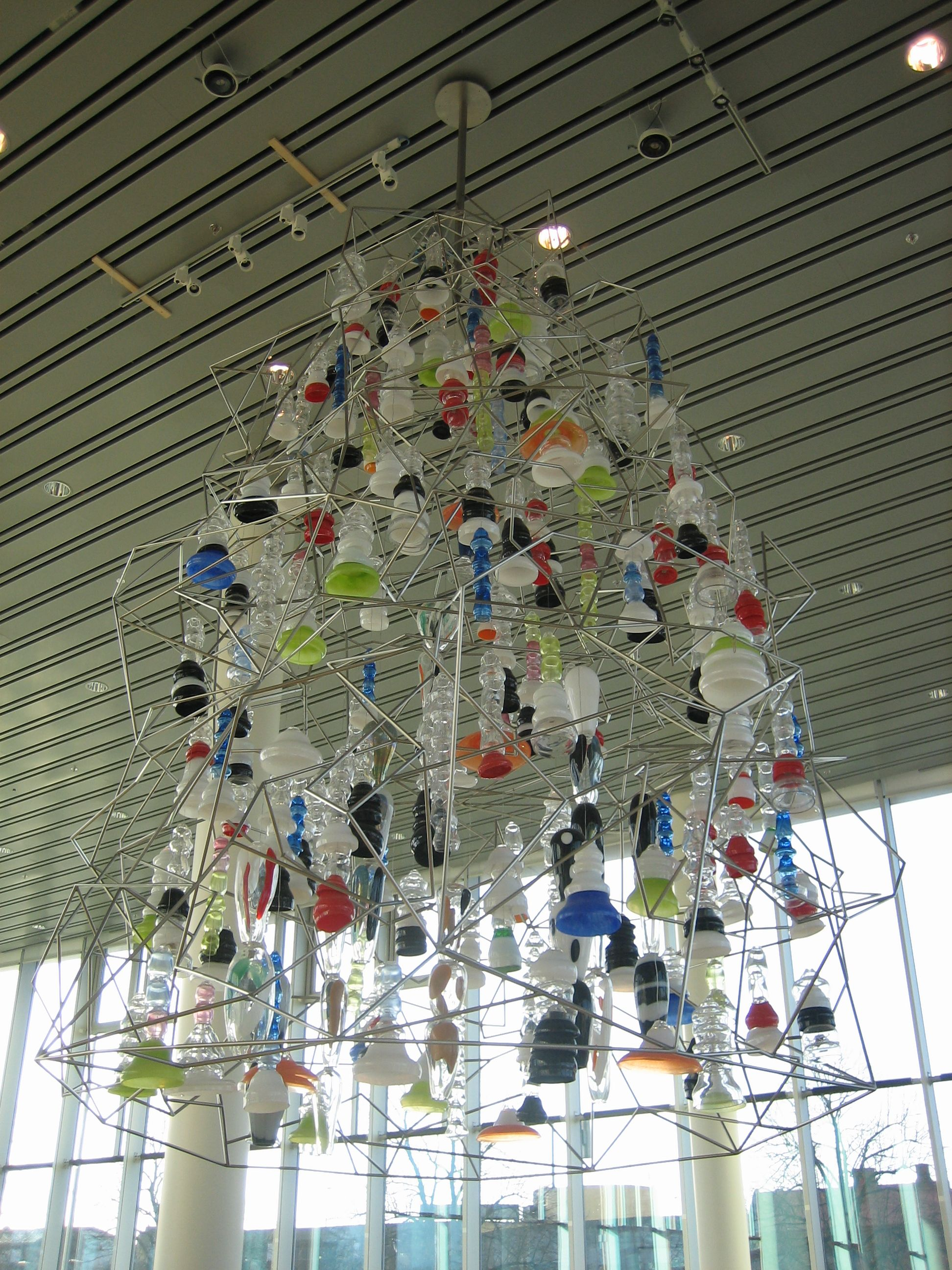
Thinking Bell in der Bibliothek Halmstad (2008)

Olav Christopher Jenssen hat unter anderem die Kunstakademie in Oslo besucht. Er ist ein Vertreter aktueller abstrakter Malerei. 
Jenssen und zählt zu den renommiertesten Künstlern skandinavischer Herkunft. Seine Arbeiten werden seit den 1980er Jahren weltweit gezeigt. 1992 nahm er an der Kasseler documenta IX teil. Außerdem ist er ein anerkannter Zeichner.
Für seine besonderen Leistungen in der Kunst Skandinaviens wurde Olav Christopher Jenssen 2005 mit dem Henrik-Steffens-Preis von der Alfred Toepfer Stiftung F.V.S. ausgezeichnet.
Jenssen lebt in Berlin.

## Einzelausstellungen (Auswahl)
- 2019: Olav Christopher Jenssen – Works from the Astrup Fearnley Collection, Astrup Fearnley Museet, Oslo
- 2018: Olav Christopher Jenssen. Estragon, Sprengel Museum, Hannover
- Landesverband Lippe, Schloss Detmold
- 2016 „Verein für Originalradierung München“, München
- 2014/15 Olav Christopher Jenssen, Moderne Galerie des Saarlandmuseums – Stiftung Saarländischer Kulturbesitz
- 2012 Enigma – Werke 1985–2012, MARTa Herford
- 2008 Zeitweise, Haus am Waldsee, Berlin
- 2005 Momente der Vielfältigkeit, Villa Wessel
- 2003 Time Paintings, Kunstmuseum Bonn
- 1995 Diptychon I: Philippe Vandenberg (Job XIII, 12) – Olav Christopher Jenssen: Von Zeit zu Zeit. Schilderijen-Tekeningen-Dagboeknotities, Museum van Hedendaagse Kunst, Gent
- 1992 documenta IX, Kassel

## Werke in Museen
- Neue Galerie Kassel